# Здание Санкт-Петербургского монетного двора
Здание Санкт-Петербургского монетного двора — памятник архитектуры. Расположен в Санкт-Петербурге, современный адрес дома — Петропавловская крепость, 6.
|  |
|  |

Изначально старейшее промышленное предприятие Санкт-Петербурга по указу Петра I от 1724 года было размещено в куртине между Екатерининской куртиной и Трубецким бастионами.
В 1730-х годах для «Монетной канторы» были построены первые самостоятельные помещения: двухэтажное здание и серебряная монетная палата; после этого до конца XVIII века шли постоянные переустройки производства. В 1750-х годах под руководством Ивана Шлаттера и по проекту Дмитрия Смольянинова существующие помещения были отремонтированы, а помещения в Нарышкином бастионе — приспособлены. В 1763 году построили «каменные медолярные полаты» и кузницу, в 1790-х годах — экспедиции «разделения золота от серебра» и «крепководочную». У всех этих построек был один этаж, стены гладкие и без украшений, прямоугольные окна и высокие синие кровли — за исключением двухэтажного флигеля в горже Трубецкого бастиона, у которого были рустованные лопатки, оконные наличники и аппарель на второй этаж с волютообразными тумбами.
В 1796 году потребовалась реорганизация производства в связи с решением перечеканить всю медную монету. Болтон (поставлявший для производства паровые станки) рекомендовал построить низкое здание с двумя подземными или земляными покоями, освещёнными косыми окнами. В 1798—1806 годах было построено современное отдельное здание, больше похожее на дворец, чем на рекомендацию Болтона; его автором считается Антонио Порто на основании сохранившегося чертежа (несмотря на подпись под чертежом, предполагалось, что проектированием занимался А. Н. Воронихин). Проект был утверждён Павлом I в 1800 году.
Здание двухэтажное, центральный ризалит выше боковых крыльев, над ним расположен низкий широкий треугольный фронтон. Крылья завершают круглые башни с плоскими куполами, в одной из них в центральной части раньше стояла дымовая труба. Строение стоит по западной границе Соборной площади, играет роль фона для колокольни Петропавловского собора.
В 1810, 1841 и 1846 годах вокруг комплекса ставили каменные заборы, между Монетным двором и собором до 1870 года (до проведения водопровода) был канал, из которого брали воду для паровых машин.
Внутренние помещения неоднократно перестраивались. В 1839 году по проектам А. М. Куци и Э. Х. Анерта перестроили «провиантские магазейны», надстроили южный корпус, в 1841—1844 годах была построена лаборатория для отделения золота от серебра, административный корпус, инструментальная, штемпельная кузница, цех медального передела. Также по проекту Куци были перестроены Плац-майорский и Обер-офицерский дома, которые стали частью Монетного двора после 1917 года. Чтобы не нарушать ширму классического фасада, заводские трубы производства с 1840-х годов расположены в глубине комплекса. В центральной части и в левой башне использованы сводчатые перекрытия, в большинстве остальных во второй половине XIX века были сделаны перекрытия по железным балкам.
22 марта 2019 года был объявлен конкурс на реставрацию здания, в которую входит реставрация кирпичной кладки и металлических конструкций, расчистка штукатурки, нанесение и покраска новой отделки.